# Blue Bird Tour 2019
Die 1. Blue Bird Tour 2019 war eine Reihe von Skisprungwettkämpfen, die als erste Ausgabe der Blue Bird Tour in Russland den Abschluss des Damen-Weltcups 2018/19 zwischen dem 18. und 24. März 2019 bildeten. Die Tour bestand aus zwei Wettbewerben auf der Normalschanze Tramplin Stork in Nischni Tagil sowie aus jeweils einem Wettbewerb auf der Normal- und der Großschanze der Schanzenanlage Sneschinka von Tschaikowski.

## Teilnehmerinnen
Es nahmen 44 Athletinnen aus 12 Nationen an der Blue Bird Tour 2019 teil:
| Nation             | Anzahl | Athletinnen |
| ------------------ | ------ | --- |
| Russland           | 11     | Irina Awwakumowa, Alexandra Baranzewa, Alina Borodina, Lidija Jakowlewa, Xenija Kablukowa, Alexandra Kustowa, Stefanija Nadymowa, Kristina Prokopjewa, Anna Schpynjowa, Anna Schukowa, Sofja Tichonowa |
| Deutschland        | 04     | Katharina Althaus, Juliane Seyfarth, Carina Vogt, Svenja Würth |
| Finnland           | 01     | Julia Kykkänen |
| Frankreich         | 03     | Océane Avocat Gros, Lucile Morat, Joséphine Pagnier |
| Italien            | 02     | Lara Malsiner, Elena Runggaldier |
| Japan              | 05     | Yūki Itō, Kaori Iwabuchi, Nozomi Maruyama, Yūka Setō, Sara Takanashi |
| Kasachstan         | 02     | Weronika Schischkina, Walentina Sderschikowa |
| Norwegen           | 04     | Ingebjørg Saglien Bråten, Maren Lundby, Silje Opseth, Anna Odine Strøm |
| Österreich         | 03     | Chiara Hölzl, Eva Pinkelnig, Jacqueline Seifriedsberger |
| Rumänien           | 01     | Daniela Haralambie |
| Slowenien          | 05     | Urša Bogataj, Jerneja Brecl, Nika Križnar, Špela Rogelj, Maja Vtič |
| Vereinigte Staaten | 03     | Nita Englund, Tara Geraghty-Moats, Nina Lussi |

## Übersicht
| Datum         | Ort           | Schanze              | Anmerkung     | Siegerin         | Zweite            | Dritte            | Führende         |
| ------------- | ------------- | -------------------- | ------------- | ---------------- | ----------------- | ----------------- | ---------------- |
| 16. März 2019 | Nischni Tagil | Tramplin Stork, HS97 |               | Juliane Seyfarth | Maren Lundby      | Anna Odine Strøm  | Juliane Seyfarth |
| 17. März 2019 | Nischni Tagil | Tramplin Stork, HS97 |               | Juliane Seyfarth | Maren Lundby      | Katharina Althaus | Juliane Seyfarth |
| 23. März 2019 | Tschaikowski  | Sneschinka, HS102    |               | Juliane Seyfarth | Katharina Althaus | Sara Takanashi    | Juliane Seyfarth |
| 24. März 2019 | Tschaikowski  | Sneschinka, HS140    |               | Maren Lundby     | Juliane Seyfarth  | Nika Križnar      | Juliane Seyfarth |
| Gesamtwertung | Gesamtwertung | Gesamtwertung        | Gesamtwertung | Juliane Seyfarth | Maren Lundby      | Katharina Althaus | –                |

## Wettkämpfe

### Nischni Tagil, Normalschanze I
Der erste Einzelwettbewerb auf der Normalschanze in Nischni Tagil fand am 16. März 2019 statt.
| Rang | Name                       | Weite 1 | Weite 2 | Punkte |
| ---- | -------------------------- | ------- | ------- | ------ |
| 01.  | Juliane Seyfarth           | 093,5 m | 100,0 m | 252,6  |
| 02.  | Maren Lundby               | 090,5 m | 092,5 m | 245,5  |
| 03.  | Anna Odine Strøm           | 089,0 m | 091,5 m | 233,9  |
| 04.  | Katharina Althaus          | 088,5 m | 093,0 m | 233,8  |
| 05.  | Eva Pinkelnig              | 090,0 m | 090,5 m | 228,1  |
| 06.  | Lara Malsiner              | 088,5 m | 092,0 m | 226,2  |
| 07.  | Chiara Hölzl               | 087,0 m | 094,5 m | 224,4  |
| 08.  | Yūki Itō                   | 087,0 m | 090,0 m | 222,5  |
| 09.  | Sara Takanashi             | 087,0 m | 090,5 m | 221,6  |
| 10.  | Anna Schpynjowa            | 085,0 m | 090,0 m | 221,2  |
| 11.  | Urša Bogataj               | 089,0 m | 090,0 m | 220,7  |
| 12.  | Jacqueline Seifriedsberger | 088,0 m | 087,0 m | 220,1  |
| 13.  | Silje Opseth               | 086,5 m | 085,0 m | 210,8  |
| 14.  | Alexandra Kustowa          | 082,5 m | 089,0 m | 210,0  |
| 15.  | Sofja Tichonowa            | 085,5 m | 087,5 m | 209,8  |

| Rang | Name               | Weite 1 | Weite 2 | Punkte |
| ---- | ------------------ | ------- | ------- | ------ |
| 16.  | Nika Križnar       | 083,0 m | 090,0 m | 208,6  |
| 17.  | Špela Rogelj       | 080,5 m | 089,0 m | 207,3  |
| 18.  | Irina Awwakumowa   | 083,5 m | 084,0 m | 204,4  |
| 19.  | Nozomi Maruyama    | 084,5 m | 086,0 m | 204,2  |
| 20.  | Joséphine Pagnier  | 079,0 m | 089,5 m | 202,6  |
| 21.  | Carina Vogt        | 081,0 m | 088,0 m | 201,7  |
| 22.  | Lidija Jakowlewa   | 081,0 m | 086,5 m | 201,4  |
| 23.  | Daniela Haralambie | 081,0 m | 087,0 m | 195,2  |
| 24.  | Yūka Setō          | 077,5 m | 086,5 m | 190,7  |
| 25.  | Julia Kykkänen     | 079,5 m | 082,0 m | 188,5  |
| 26.  | Svenja Würth       | 079,5 m | 086,0 m | 186,7  |
| 27.  | Lucile Morat       | 080,5 m | 079,5 m | 180,3  |
| 28.  | Elena Runggaldier  | 078,5 m | 078,0 m | 177,0  |
| 29.  | Maja Vtič          | 079,0 m | 080,0 m | 176,8  |
| 30.  | Nita Englund       | 083,0 m | 076,0 m | 168,7  |

### Nischni Tagil, Normalschanze II
Der zweite Einzelwettbewerb auf der Normalschanze in Nischni Tagil fand am 17. März 2019 statt.
| Rang | Name                       | Weite 1 | Weite 2 | Punkte |
| ---- | -------------------------- | ------- | ------- | ------ |
| 01.  | Juliane Seyfarth           | 97,0 m  | 95,0 m  | 230,3  |
| 02.  | Maren Lundby               | 92,0 m  | 90,0 m  | 221,1  |
| 03.  | Katharina Althaus          | 91,0 m  | 91,0 m  | 214,1  |
| 04.  | Nika Križnar               | 90,0 m  | 88,5 m  | 202,5  |
| 05.  | Sara Takanashi             | 90,0 m  | 87,5 m  | 202,3  |
| 06.  | Urša Bogataj               | 89,0 m  | 88,0 m  | 199,6  |
| 07.  | Chiara Hölzl               | 90,0 m  | 86,0 m  | 198,9  |
| 08.  | Eva Pinkelnig              | 84,0 m  | 90,5 m  | 198,1  |
| 09.  | Anna Odine Strøm           | 86,5 m  | 86,0 m  | 193,4  |
| 10.  | Yūki Itō                   | 83,5 m  | 88,0 m  | 191,9  |
| 11.  | Sofja Tichonowa            | 90,5 m  | 86,0 m  | 191,2  |
| 12.  | Nozomi Maruyama            | 87,0 m  | 87,0 m  | 190,9  |
| 13.  | Silje Opseth               | 87,5 m  | 86,0 m  | 188,5  |
| 14.  | Alexandra Kustowa          | 88,0 m  | 84,5 m  | 187,2  |
| 15.  | Jacqueline Seifriedsberger | 83,5 m  | 86,5 m  | 183,8  |

| Rang | Name               | Weite 1 | Weite 2 | Punkte |
| ---- | ------------------ | ------- | ------- | ------ |
| 16.  | Špela Rogelj       | 82,0 m  | 87,0 m  | 183,1  |
| 17.  | Lara Malsiner      | 85,5 m  | 86,0 m  | 182,4  |
| 18.  | Yūka Setō          | 83,0 m  | 80,0 m  | 171,4  |
| 19.  | Anna Schpynjowa    | 82,5 m  | 82,0 m  | 169,9  |
| 20.  | Jerneja Brecl      | 82,5 m  | 81,0 m  | 168,1  |
| 21.  | Daniela Haralambie | 80,0 m  | 80,5 m  | 167,4  |
| 22.  | Lucile Morat       | 85,0 m  | 80,0 m  | 166,9  |
| 23.  | Carina Vogt        | 77,0 m  | 87,0 m  | 165,6  |
| 24.  | Lidija Jakowlewa   | 81,5 m  | 79,0 m  | 163,5  |
| 25.  | Elena Runggaldier  | 80,0 m  | 80,0 m  | 162,6  |
| 26.  | Svenja Würth       | 82,0 m  | 83,0 m  | 161,8  |
| 27.  | Kaori Iwabuchi     | 82,0 m  | 78,5 m  | 161,3  |
| 28.  | Xenija Kablukowa   | 79,5 m  | 78,0 m  | 161,2  |
| 29.  | Julia Kykkänen     | 79,5 m  | 82,5 m  | 159,9  |
| 30.  | Maja Vtič          | 79,0 m  | 80,5 m  | 157,7  |

### Tschaikowski, Normalschanze
Der Einzelwettbewerb auf der Normalschanze in Tschaikowski fand am 23. März 2019 statt.
| Rang | Name                       | Weite 1 | Weite 2 | Punkte |
| ---- | -------------------------- | ------- | ------- | ------ |
| 01.  | Juliane Seyfarth           | 95,0 m  | 97,0 m  | 219,0  |
| 02.  | Katharina Althaus          | 95,0 m  | 95,0 m  | 213,0  |
| 03.  | Sara Takanashi             | 95,5 m  | 94,5 m  | 212,9  |
| 04.  | Jacqueline Seifriedsberger | 96,0 m  | 91,0 m  | 206,0  |
| 05.  | Chiara Hölzl               | 91,5 m  | 93,5 m  | 204,0  |
| 06.  | Nika Križnar               | 94,0 m  | 92,5 m  | 202,8  |
| 07.  | Maren Lundby               | 92,0 m  | 92,0 m  | 201,5  |
| 08.  | Urša Bogataj               | 94,5 m  | 92,5 m  | 201,0  |
| 09.  | Eva Pinkelnig              | 91,5 m  | 95,5 m  | 197,2  |
| 10.  | Anna Odine Strøm           | 90,5 m  | 90,0 m  | 188,5  |
| 11.  | Sofja Tichonowa            | 90,0 m  | 91,0 m  | 187,2  |
| 12.  | Nozomi Maruyama            | 88,5 m  | 91,0 m  | 186,4  |
| 13.  | Silje Opseth               | 84,5 m  | 92,0 m  | 186,1  |
| 14.  | Yūki Itō                   | 89,5 m  | 88,5 m  | 184,2  |
| 15.  | Špela Rogelj               | 86,5 m  | 91,5 m  | 183,7  |

| Rang | Name               | Weite 1 | Weite 2 | Punkte |
| ---- | ------------------ | ------- | ------- | ------ |
| 16.  | Elena Runggaldier  | 88,0 m  | 87,5 m  | 182,0  |
| 17.  | Carina Vogt        | 91,0 m  | 91,0 m  | 179,5  |
| 18.  | Lara Malsiner      | 90,0 m  | 88,0 m  | 178,4  |
| 19.  | Alexandra Kustowa  | 85,5 m  | 89,0 m  | 175,5  |
| 20.  | Irina Awwakumowa   | 83,0 m  | 89,0 m  | 173,1  |
| 21.  | Yūka Setō          | 86,5 m  | 87,0 m  | 170,1  |
| 22.  | Jerneja Brecl      | 80,5 m  | 84,0 m  | 160,0  |
| 23.  | Joséphine Pagnier  | 80,5 m  | 83,5 m  | 157,6  |
| 24.  | Daniela Haralambie | 83,0 m  | 83,0 m  | 156,8  |
| 25.  | Svenja Würth       | 85,5 m  | 81,0 m  | 155,4  |
| 26.  | Lucile Morat       | 81,0 m  | 84,5 m  | 155,1  |
| 27.  | Anna Schpynjowa    | 78,5 m  | 83,5 m  | 153,3  |
| 28.  | Maja Vtič          | 84,0 m  | 78,5 m  | 151,2  |
| 29.  | Julia Kykkänen     | 82,5 m  | 77,0 m  | 148,6  |
| 30.  | Xenija Kablukowa   | 84,5 m  | 77,0 m  | 145,2  |

### Tschaikowski, Großschanze
Der Einzelwettbewerb auf der Großschanze in Tschaikowski fand am 24. März 2019 statt.
| Rang | Name                       | Weite 1 | Weite 2 | Punkte |
| ---- | -------------------------- | ------- | ------- | ------ |
| 01.  | Maren Lundby               | 128,0 m | 137,5 m | 270,9  |
| 02.  | Juliane Seyfarth           | 128,0 m | 141,0 m | 258,0  |
| 03.  | Nika Križnar               | 126,0 m | 140,5 m | 247,1  |
| 04.  | Jacqueline Seifriedsberger | 129,0 m | 136,0 m | 238,6  |
| 05.  | Katharina Althaus          | 124,0 m | 132,5 m | 236,0  |
| 06.  | Chiara Hölzl               | 123,5 m | 133,0 m | 234,0  |
| 07.  | Yūki Itō                   | 119,0 m | 127,5 m | 224,5  |
| 08.  | Sara Takanashi             | 116,5 m | 130,0 m | 221,0  |
| 09.  | Urša Bogataj               | 121,0 m | 127,0 m | 220,1  |
| 10.  | Silje Opseth               | 120,5 m | 123,5 m | 218,8  |
| 11.  | Eva Pinkelnig              | 119,0 m | 129,0 m | 217,8  |
| 12.  | Carina Vogt                | 119,5 m | 129,5 m | 217,3  |
| 13.  | Jerneja Brecl              | 116,5 m | 127,0 m | 211,7  |
| 14.  | Nozomi Maruyama            | 122,0 m | 121,5 m | 202,3  |
| 15.  | Elena Runggaldier          | 122,5 m | 117,5 m | 201,3  |

| Rang | Name               | Weite 1 | Weite 2 | Punkte |
| ---- | ------------------ | ------- | ------- | ------ |
| 16.  | Yūka Setō          | 118,5 m | 122,5 m | 196,2  |
| 17.  | Anna Odine Strøm   | 111,5 m | 121,5 m | 195,3  |
| 18.  | Lara Malsiner      | 115,5 m | 124,0 m | 193,7  |
| 19.  | Alexandra Kustowa  | 119,5 m | 113,5 m | 191,0  |
| 20.  | Kaori Iwabuchi     | 115,0 m | 122,5 m | 190,5  |
| 21.  | Sofja Tichonowa    | 119,5 m | 120,0 m | 188,5  |
| 22.  | Anna Schpynjowa    | 104,0 m | 122,0 m | 187,1  |
| 23.  | Joséphine Pagnier  | 117,0 m | 116,5 m | 184,3  |
| 24.  | Špela Rogelj       | 115,0 m | 116,0 m | 175,7  |
| 25.  | Daniela Haralambie | 114,5 m | 112,5 m | 171,5  |
| 26.  | Lucile Morat       | 110,5 m | 114,5 m | 163,5  |
| 27.  | Svenja Würth       | 111,5 m | 106,0 m | 160,5  |
| 28.  | Julia Kykkänen     | 106,0 m | 109,5 m | 156,4  |
| 29.  | Lidija Jakowlewa   | 098,0 m | 108,5 m | 133,9  |
| 30.  | Maja Vtič          | 100,0 m | 101,0 m | 133,6  |

## Gesamtwertung
| Rang | Name                       | Punkte |
| ---- | -------------------------- | ------ |
| 01.  | Juliane Seyfarth           | 959,9  |
| 02.  | Maren Lundby               | 939,0  |
| 03.  | Katharina Althaus          | 896,9  |
| 04.  | Chiara Hölzl               | 861,3  |
| 05.  | Nika Križnar               | 861,0  |
| 06.  | Sara Takanashi             | 857,8  |
| 07.  | Jacqueline Seifriedsberger | 848,5  |
| 08.  | Urša Bogataj               | 841,4  |
| 09.  | Eva Pinkelnig              | 841,2  |
| 10.  | Yūki Itō                   | 823,1  |
| 11.  | Anna Odine Strøm           | 811,1  |
| 12.  | Silje Opseth               | 804,2  |
| 13.  | Nozomi Maruyama            | 783,8  |
| 14.  | Lara Malsiner              | 780,7  |
| 15.  | Sofja Tichonowa            | 776,7  |
| 16.  | Carina Vogt                | 764,1  |
| 17.  | Alexandra Kustowa          | 763,7  |
| 18.  | Špela Rogelj               | 749,8  |
| 19.  | Anna Schpynjowa            | 731,5  |
| 20.  | Yūka Setō                  | 728,4  |
| 21.  | Elena Runggaldier          | 722,9  |

| Rang | Name                     | Punkte |
| ---- | ------------------------ | ------ |
| 22.  | Daniela Haralambie       | 690,9  |
| 23.  | Lucile Morat             | 665,8  |
| 24.  | Svenja Würth             | 664,4  |
| 25.  | Julia Kykkänen           | 653,4  |
| 26.  | Jerneja Brecl            | 620,7  |
| 27.  | Maja Vtič                | 619,3  |
| 28.  | Lidija Jakowlewa         | 568,9  |
| 29.  | Joséphine Pagnier        | 544,5  |
| 30.  | Kaori Iwabuchi           | 503,2  |
| 31.  | Xenija Kablukowa         | 389,7  |
| 32.  | Irina Awwakumowa         | 377,5  |
| 33.  | Nita Englund             | 308,2  |
| 34.  | Océane Avocat Gros       | 221,8  |
| 35.  | Nina Lussi               | 190,5  |
| 36.  | Walentina Sderschikowa   | 186,2  |
| 37.  | Alexandra Baranzewa      | 138,6  |
| 38.  | Weronika Schischkina     | 128,9  |
| 39.  | Ingebjørg Saglien Bråten | 122,5  |
| 40.  | Alina Borodina           | 114,8  |
| 41.  | Tara Geraghty-Moats      | 084,6  |
| 42.  | Stefanija Nadymowa       | 068,9  |